# Drino austrina
Drino austrina är en tvåvingeart som först beskrevs av Daniel William Coquillett 1902.  Drino austrina ingår i släktet Drino och familjen parasitflugor.
Artens utbredningsområde är Bahamas. Inga underarter finns listade i Catalogue of Life.